# Thông dịch dòng lệnh
Trình thông dịch dòng lệnh (tiếng Anh: command line interpreter hay command line shell) là một chương trình máy tính có nhiệm vụ đọc các dòng lệnh văn bản người dùng nhập vào và thông dịch nó trong ngữ cảnh của một hệ điều hành hay một ngôn ngữ lập trình.
Các trình thông dịch dòng lệnh cho phép người dùng gọi các lệnh khác nhau một cách hiệu quả (nhanh hơn sử dụng chuột). Điều này đòi hỏi người dùng biết tên lệnh và các tham số, cũng như cú pháp của ngôn ngữ được thông dịch. Từ thập kỷ 1960 trở đi, tương tác giữa người dùng với máy tính chủ yếu qua các giao diện dòng lệnh. Từ những năm 1970, giao diện đồ họa người dùng (GUI) bắt đầu được nghiên cứu để cung cấp một giao diện khác, trong đó các lệnh được biểu diễn bằng các hình ảnh thay cho các miêu tả bằng chữ. Do dễ học hơn các giao diện dòng lệnh, giao diện đồ họa đã trở thành cách phổ thông nhất để người dùng tương tác với máy tính. Tuy nhiên, các chương trình thông dịch dòng lệnh vẫn được sử dụng rộng rãi cùng với giao diện đồ họa. Đối với một số tác vụ phức tạp, giao diện đồ họa kém hiệu quả hơn do cần đến số lượng lớn trình đơn và hộp hội thoại, và bởi vì khó khăn cố hữu của việc biểu diễn tác vụ đó bằng đồ họa.
Tất cả các trình thông dịch dòng lệnh đều là trình thông dịch của một ngôn ngữ lập trình, dù trong nhiều trường hợp ngôn ngữ đó chỉ dùng cho trình thông dịch đó. Đa số trình thông dịch dòng lệnh hỗ trợ lập trình bằng ngôn ngữ kịch bản (scripting language).

## Ví dụ
- COMMAND.COM - (DOS, Windows 95 - Windows Me)
- iSeries QSHELL - (IBM OS/400)
- Các chương trình Unix shell chẳng hạn sh, Bash, csh..
- Windows PowerShell - (Windows XP - Windows Vista)
- cmd.exe - (OS/2, Windows NT - Windows Vista)
- Junos OS - Giao diện dòng lệnh Junos (CLI)